# Corpo de Brigada Móvel
O Corpo de Brigada Móvel (em indonésio:  Korps Brigade Mobil, Brimob) é a unidade de operações especiais, paramilitares e táticas da Polícia Nacional da Indonésia (Polri). É uma das unidades mais antigas existentes na Polri. Algumas de suas principais funções são o combate ao terrorismo, o controle de distúrbios, a aplicação da lei em situações de alto risco onde há uso de armas de fogo, busca e salvamento, resgate de reféns e operações de desarmamento de bombas. O Corpo de Brigada Móvel é um grande componente da Polícia Nacional da Indonésia treinado para tarefas de contrasseparatismo e contrainsurgência, geralmente em conjunto com operações militares.
O Corpo de Brigada Móvel é composto por dois ramos, nomeadamente Gegana e Pelopor. A Gegana é responsável por executar tarefas de operações policiais especiais mais específicas, como: desarmamento de bombas, manuseio de QBR (química, biologia e radioatividade), antiterrorismo e inteligência. Enquanto isso, o Pelopor tem a tarefa de realizar operações mais amplas e paramilitares, como: controle de distúrbios, busca e salvamento (SAR), segurança de instalações vitais e operações de guerrilha. A Brimob é classificada como uma Unidade Tática Policial (PTU) e é operacionalmente uma unidade de Armas e Táticas Especiais Policiais (SWAT) (incluindo Densus 88 e Gegana Brimob) que dá suporte a outras unidades policiais gerais. Cada polícia regional (Polda) na Indonésia tem a sua própria unidade Brimob.

## História
Formado no final de 1945 como um corpo policial especial chamado Pasukan Polisi Istimewa (Tropas Policiais Especiais) com a tarefa de desarmar os remanescentes do Exército Imperial Japonês e proteger o Chefe de Estado e a capital. Sob os japoneses, era chamada de Unidade Especial de Polícia (特別警察隊, Tokubetsu Keisatsutai, não deve ser confundido com a Tokkeitai da Marinha Imperial Japonesa). Lutou na revolução e foi a primeira unidade militar a se envolver na Batalha de Surabaia sob o comando do Inspetor de Polícia Moehammad Jasin.
Em 14 de novembro de 1946, o primeiro-ministro Sutan Sjahrir reorganizou todas as Polisi Istimewa, Barisan Polisi Istimewa e Pasukan Polisi Istimewa, fundidas na Brigada Móvel (Mobrig). Este dia é comemorado como o aniversário do Corpo de Boinas Azuis. Este Corpo foi reconstituído para reprimir conflitos militares e policiais e até mesmo golpes de Estado.
Em 1º de dezembro de 1947, Mobrig foi militarizado e posteriormente mobilizado em vários conflitos e confrontos, como a rebelião do PKI em Madiun, a rebelião do Darul Islam (1947), o golpe de Estado da APRA e a proclamação da República de Maluku do Sul (1950), a rebelião do PRRI (1953) e a Permesta (1958).
Em 14 de novembro de 1961, o Mobrig mudou seu nome para Korps Brigade Mobil (Brimob), e suas tropas participaram do confronto militar com a Malásia no início da década de 1960 e do conflito em Timor Leste em meados da década de 1970. Depois disso, Brimob foi colocado sob o comando da Polícia Nacional da Indonésia.
A Brigada Móvel, que começou a ser formada no final de 1946 e foi usada durante a Revolução Anti-Holandesa, começou a enviar alunos para treinamento das Forças Especiais do Exército dos EUA em Okinawa em janeiro de 1959. Em abril de 1960, um segundo contingente chegou para dois meses de treinamento Ranger. Em meados da década de 1960, a Brigada Móvel de três batalhões, comumente conhecida como Brimob, foi convertida em uma força de choque de elite. Um centro de treinamento aerotransportado Brimob foi estabelecido em Bandung. Após a tentativa de golpe de 1965, um batalhão Brimob foi usado durante operações anticomunistas em Kalimantan Ocidental . Em dezembro de 1975, um batalhão Brimob foi usado durante a operação em Timor Leste. No final da década de 1970, a Brimob assumiu funções de segurança VIP e antiterrorismo urbano. Em 1989, a Brimob ainda continha elementos qualificados em paraquedismo. O Pelopor ("Ranger") e o treinamento aerotransportado acontecem em Bandung e em um campo de treinamento fora de Jacarta. Historicamente, a Brimob usou o padrão de camuflagem de manchas da Indonésia durante o início da década de 1960 como seu uniforme.
Em 1981, a Brigada Móvel gerou uma nova unidade chamada "Jihandak" (Penjinak Bahan Peledak), uma unidade de eliminação de material bélico explosivo (EOD).

## Missão

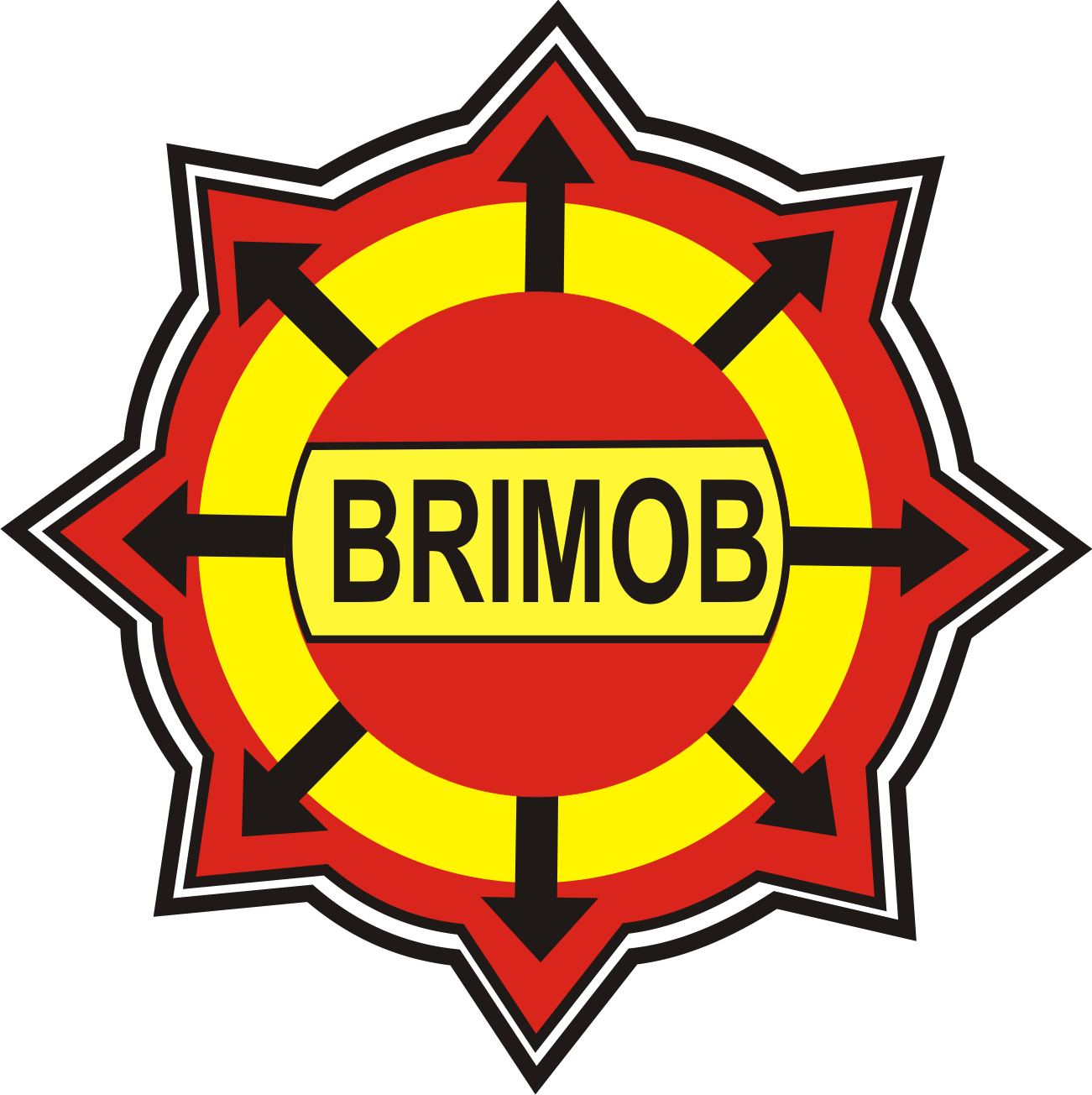
Emblema da Brimob.

O emprego e mobilização do Corpo Brimob visa lidar com interrupções de alto nível da sociedade, principalmente: tumultos em massa, crime organizado armado, busca e salvamento, explosivos, produtos químicos, ameaças biológicas e radioativas, juntamente com outros elementos operacionais policiais, a fim de concretizar a ordem legal e a paz da sociedade em toda a Indonésia e outras tarefas atribuídas ao corpo.

### Qualificações
As qualificações do Pelopor, que são as capacidades básicas de cada membro da Brimob, são as seguintes habilidades básicas:
1. Capacidade de navegar com mapa e bússola
2. Inteligência militar
3. Anti-terror (contraterrorismo)
4. Controle de motim
5. Guerra de guerrilha, táticas de guerra urbana
6. Desativação de bombas
7. Lidar com crimes de alta intensidade onde há uso de armas de fogo
8. Busca e salvamento
9. Vigilância, disfarce e acusação.
10. Outras capacidades individuais e unitárias.[3]

## Função

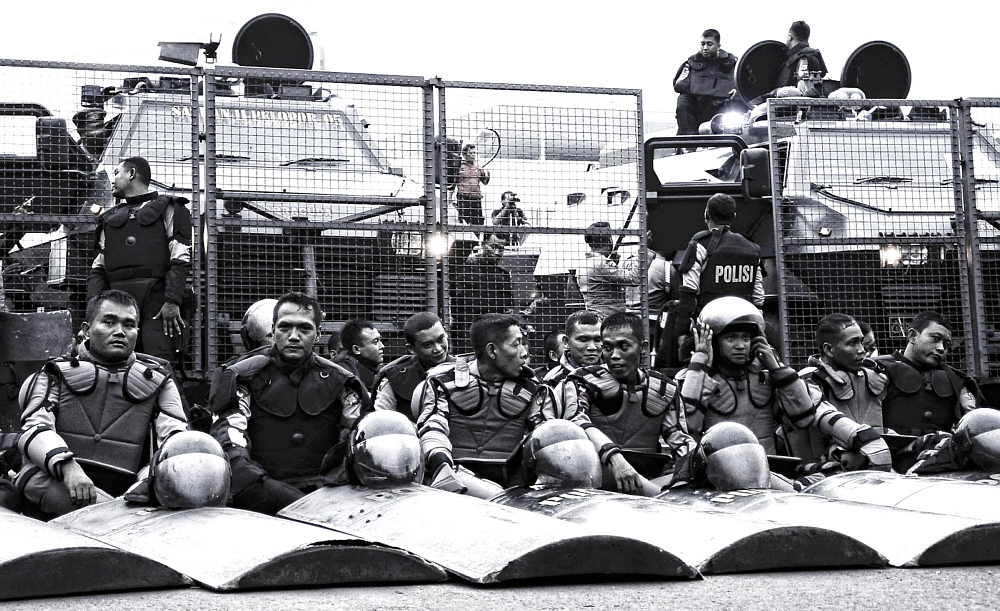
Efetivo de controle de distúrbios da Brimob.

A função do Corpo de Brigada Móvel da Polícia como a principal unidade operacional da Polri, que tem capacidades específicas (controle de distúrbios, contramedidas de combate, detetive móvel, contraterrorismo, desarmamento de bombas e busca e salvamento) no âmbito da segurança doméstica de alto nível e pessoal de busca e salvamento apoiado pela comunidade, que é bem treinado e tem liderança sólida, equipamentos e suprimentos com tecnologia moderna.

## Papel
O papel do Brimob, juntamente com outras funções policiais, é agir contra criminosos de alto escalão, principalmente tumultos em massa, crime organizado de armas de fogo, bombas, produtos químicos, biológicos e ameaças radioativas, a fim de concretizar a ordem legal e a paz da sociedade em todas as áreas jurídicas da Indonésia. As funções desempenhadas incluem:
1. Função para auxiliar outras funções policiais,
2. Função complementar nas operações policiais territoriais realizadas em conjunto com outras funções policiais,
3. Função de proteger membros de outras unidades policiais, bem como civis que estejam sob ameaça,
4. Papel de fortalecer outras funções policiais na implementação de tarefas operacionais regionais,
5. Servir para substituir e desempenhar funções policiais territoriais se a situação ou o objetivo da tarefa já tiver levado a um crime de alto grau.[4]

## Organização

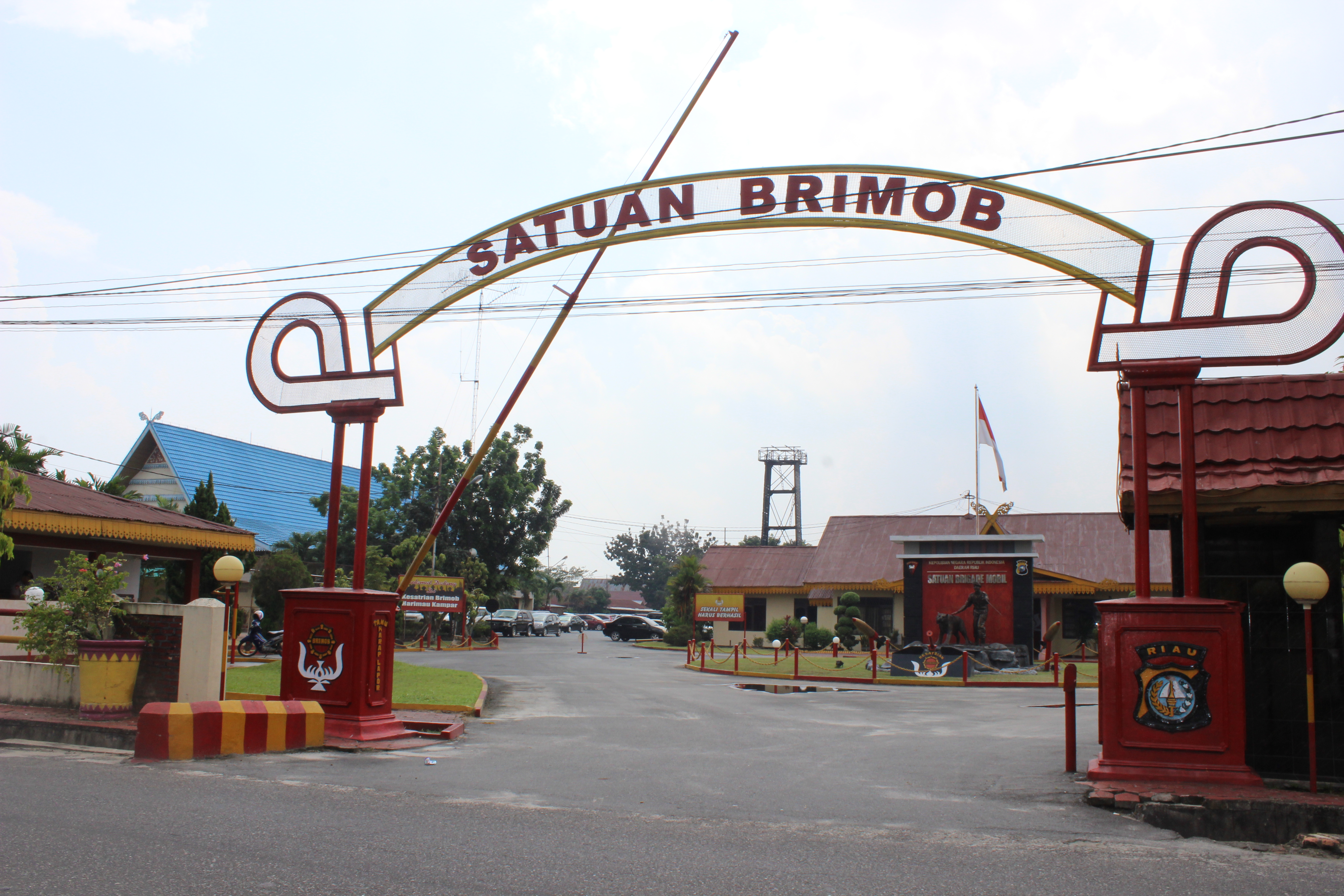
Quartel-general da Brimob em Pekanbaru, em Riau.

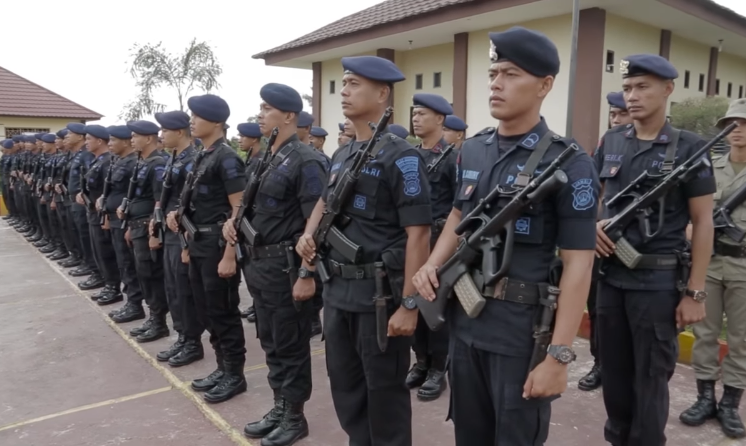
Policiais da Brimob.

Em 1992, a Brigada Móvel era essencialmente uma organização paramilitar treinada e organizada segundo linhas militares. Tinha uma força de cerca de 12.000. A brigada foi usada principalmente como uma unidade de elite para emergências e para dar suporte às operações policiais como uma unidade de resposta rápida. A unidade foi empregada principalmente para operações de segurança e defesa domésticas, mas agora ganhou e alcançou muitas especialidades no escopo de tarefas policiais, como implementação de operações SWAT, operações de busca e salvamento, controle de distúrbios e defesa QBR (química, biológica e radiológica). A Brimob também costuma ser enviada para realizar operações de segurança doméstica com o TNI.
Desde a revolta de maio de 1998, a PHH (Pasukan Anti Huru-Hara, Unidade Antimotim) recebeu treinamento especial antimotim. Os elementos da unidade são treinados para operações aeroterrestres e de busca e salvamento. Em cada quartel-general da polícia que representa uma província (conhecida como POLDA) na Indonésia, cada um tem uma força BRIMOB organizada que consiste em um quartel-general de comando, vários destacamentos de policiais do Pelopor organizados em um regimento e geralmente 1 ou 2 destacamentos da GEGANA.
O Chefe da Polícia Nacional da Indonésia, conhecido como KAPOLRI, tem o comando máximo em cada operação policial, incluindo a BRIMOB. As ordens são dadas pelo chefe de polícia e então executadas por seu Agente Assistente Operacional, com posterior notificação ao Comandante do Corpo e então aos comandantes regionais envolvidos.

### Unidades de Nível Nacional
- Quartel-general do Corpo e Serviços do Quartel-General
  - Escola de Treinamento do Corpo Brimob
  - Batalhão Gegana
    - HHC

  - Brigada Pelopor
    - Quartel-general da Brigada e Quartel-General da Companhia
    - I (1º) Regimento Pelopor
    - II (2º) Regimento Pelopor
    - III (3º) Regimento Pelopor
    - IV (4º) Regimento Pelopor

  - Unidade de Inteligência
  - Comando de Treinamento

### Pelopor

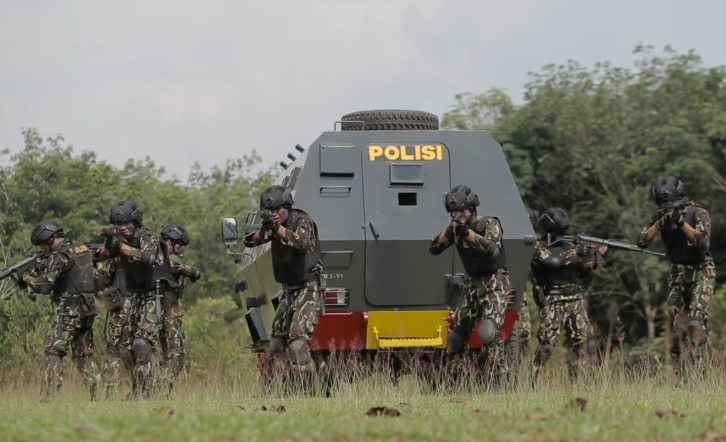
Tropas do Pelopor.

O Pelopor (lit. "Pioneiro") é a principal força de reação do Corpo de Brigada Móvel, atua como uma formação de tropas e tem as funções principais de controle de distúrbios e condução de operações paramilitares atribuídas ao corpo para lidar com ameaças de alto nível de perturbação da sociedade. Também é especializada na área de operações de guerrilha e busca e salvamento (SAR). Existem hoje 4 regimentos nacionais do Pelopor no corpo de Brimob, que são:
- I Regimento Pelopor
- II Regimento Pelopor
- III Regimento Pelopor
- IV Regimento Pelopor

Em termos históricos, esta unidade foi chamada de "Brimob Rangers" durante a era pós-independência. Em 1959, durante sua primeira formação, as tropas Brimob Rangers conduziram uma missão de teste na área de Cibeber, Ciawi e Cikatomas, que faz fronteira com Tasikmalaya-Garut, em Java Ocidental. Foi o batismo de fogo dos Rangers, no qual as habilidades recém-adquiridas de guerrilha e operações de contra-insurgência foram aplicadas contra os remanescentes do Darul Islam nessas comunidades. As ações contra as unidades do Exército Islâmico da Indonésia (TII) na província enfraqueceram ainda mais a DI, levando ao colapso total do capítulo provincial local da DI em 1962, encerrando uma guerra violenta de uma década no local.
O primeiro destacamento oficial dos Brimob Rangers foi o Quarto Movimento de Operações Militares em Sumatra do Sul, Sumatra Ocidental e Sumatra do Norte (em resposta à rebelião de Permesta de 1958). Foram as tropas Brimob Rangers que se tornaram parte do Batalhão de Infantaria Bangka Belitung, liderado pelo Tenente-Coronel (Inf) Dani Effendi. Os Rangers foram encarregados de capturar os restos da prisão PRRI nas florestas de Sumatra, liderados pelo Major Malik, que estava então sob o controle dos rebeldes.
Em 1961, sob ordens expressas do então Chefe de Polícia, General Soekarno Djoyonegoro, as tropas dos Brimob Rangers foram oficialmente renomeadas Tropas Pelopor da Brigada Móvel. Isso estava de acordo com os desejos do Presidente Sukarno, que queria nomes indonésios para unidades tanto da TNI (Forças Armadas Nacionais da Indonésia) quanto da POLRI (Polícia Nacional da Indonésia). Nessa época, os policiais e suboficiais do Pelopor também receberam muitas armas novas para operações policiais e de contrainsurgência, incluindo o mais famoso fuzil de assalto AR-15. A tarefa subsequente desta força foi infiltrar-se em Irian Ocidental, em Fak-Fak, em maio de 1962, e entrar em combate com os militares do Exército Real Holandês durante a Operação Trikora. As tropas também estiveram envolvidas na Confrontação na Malásia em 1964 e naquela época as tropas Brimob Rangers (agora Pelopor) na Indonésia enfrentaram o Serviço Aéreo Especial Britânico.
As Tropas Pelopor desempenham um papel como unidade de formação de tropas e ainda estão ativas no sistema operacional da Brimob. Além dos regimentos nacionais, cada região policial tem um regimento Pelopor de dois a quatro batalhões.

### Gegana

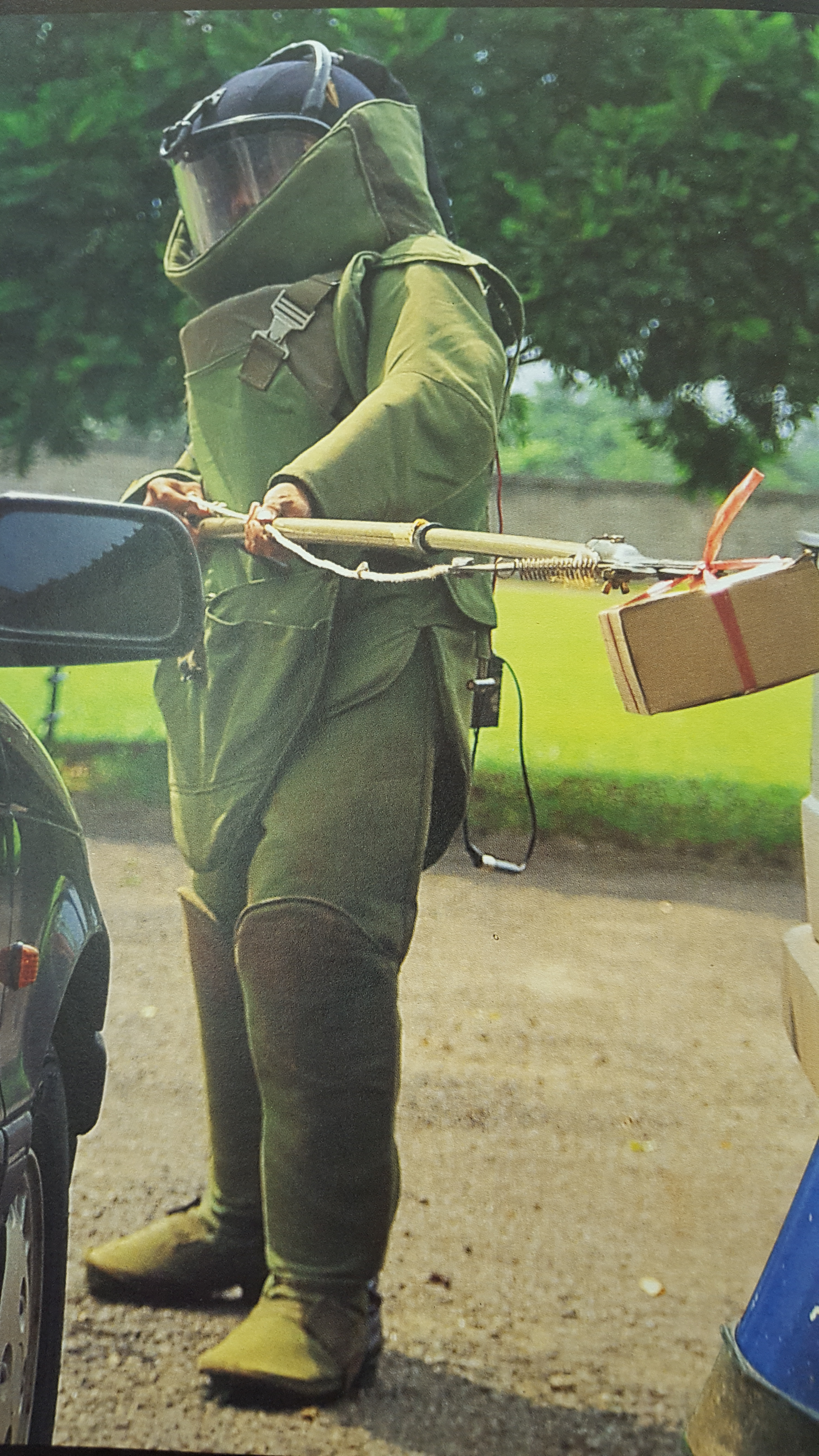
Descarte de bombas da Gegana.

A Gegana é um destacamento especial dentro do corpo Brimob que tem habilidades especiais principalmente em desarmamento de bombas e operações antiterroristas. Por outro lado, também é especializada na área de resgate de reféns, inteligência e defesa QBR (química, biológica e radiológica). A unidade nacional Gegana é organizada em uma companhia de quartel-general de batalhão e (cinco) destacamentos que são:
- Destacamento de Inteligência
- Destacamento de Desarmamento de Bombas
- Destacamento Anti-Terror
- Destacamento Anti-Anarquista
- Destacamento QBR (Químico, biológico e radiológico)

Esta unidade foi formada em 1976 como um destacamento. Inicialmente, o objetivo era lidar com sequestros de aeronaves. Mais tarde, em 1995, com a expansão da Brimob, o Destacamento Gegana foi expandido para se tornar o 2º Regimento BRIMOB. No entanto, há alguns especialistas selecionados que são muito qualificados nessas especialidades. A Gegana não tem batalhões ou companhias. O regimento é dividido em vários destacamentos. Dentro de cada destacamento, eles são divididos em subdestacamentos (sub-den), e dentro de cada sub-den eles são subdivididos em várias unidades. Cada unidade geralmente é composta por 10 pessoas. Um subgrupo é composto por 40 pessoas, e um destacamento é composto por cerca de 280 pessoas.
Uma operação geralmente é atribuída a uma unidade. Portanto, das 10 pessoas dessa unidade, seis precisam ter habilidades especiais: duas para EOD (Descarte de explosivos e artefatos explosivos), duas para operações de busca e salvamento e duas para operações antiterroristas. Em qualquer operação, dois especialistas são designados Operadores Um e Dois, enquanto os demais membros da unidade se tornam a Equipe de Apoio.
Por exemplo, em operações antiterrorismo, os Operadores designados devem ter habilidades de tiro de precisão, capacidade de negociação e ser especialistas em procedimentos de assalto e prisão. Essas habilidades e operações não pretendem ser letais porque o objetivo principal de toda operação da Gegana é prender suspeitos e levá-los ao tribunal. A menos que haja uma situação comprometida, a Gegana evita o uso de força letal.
Nas operações de busca e salvamento, o pessoal precisa ter habilidades básicas de mergulho, rapel, tiro e primeiros socorros. Em operações antibomba, os operadores precisam ser especialistas em suas respectivas áreas. Cada policial da Gegana é apresentado a vários tipos de bombas em geral, incluindo os riscos de manuseá-las. Existem procedimentos específicos para manusear cada bomba, incluindo o tempo necessário.
Atualmente, o batalhão nacional da Gegana tem três veículos táticos de Descarte de Material Explosiva (EOD). Batalhões ou companhias da Gegana estão presentes em cada unidade policial provincial.

### Composição da unidade
Juntamente com as unidades nacionais, formações regionais da Brigada Móvel estão presentes em todas as 38 Forças Policiais Regionais (Polda) da Indonésia, que representam uma província. Em cada unidade BRIMOB de um QG de Polícia em uma província (<i id="mwAQA">Polda</i>), há cerca de vários destacamentos de unidades MBC Pelopor (organizadas em um regimento) e geralmente 1 a 2 destacamentos da Gegana (pequenos batalhões ou companhias).
Uma unidade Brimob de um quartel-general policial regional consiste no seguinte:
1. Seção do Quartel-General da Brigada Móvel Regional (Si-yanma)
2. Seção de Planejamento e Administração (Subbagrenmin)
3. Seção de Inteligência (Si-intel)
4. Seção Operacional (Si-ops)
5. Seção de Provost (Assuntos Internos) (Si-provos)
6. Seção de Tecnologia de Comunicações (Si-tekkom)
7. Seção Médica e de Fitness (Si-kesjas)
8. Unidade de Busca e Salvamento (SAR)
9. Regimento Pelopor composto por:
  1. QG Regimental Regional do Pelopor
  2. Destacamento A (Den-A)
  3. Destacamento B (Den-B)
  4. Destacamento C (Den-C)
  5. Destacamento D (Den-D) (somente departamentos grandes)
  6. Unidades de apoio
10. Destacamento Gegana (Den Gegana)[6]
  1. Quartel-general do destacamento
  2. 1-3 Subdestacamentos/Pelotões

Para algumas sedes regionais de polícia, os destacamentos do Pelopor consistem apenas em destacamentos "C" (3 batalhões cada). Mas para quartéis-generais regionais maiores, como a Polícia Metropolitana Regional de Jacarta (Polda Metro Jaya), consiste em até o Destacamento "D" com um total de quatro destacamentos. Cada destacamento do Pelopor é composto por quatro companhias e cada companhia é composta por três pelotões. O destacamento Gegana é organizado como uma companhia na maioria das regiões policiais, mas nas maiores é organizado como um batalhão completo de dois destacamentos e uma companhia de quartel-general.

Na década de 2020, a organização regional foi alterada com comandos divisionais regionais (Pasukan Brigade Mobil), sob os quais cada brigada provincial se reporta diretamente. As divisões BRIMOB são lideradas por generais-de-brigada da polícia.

Pessoal
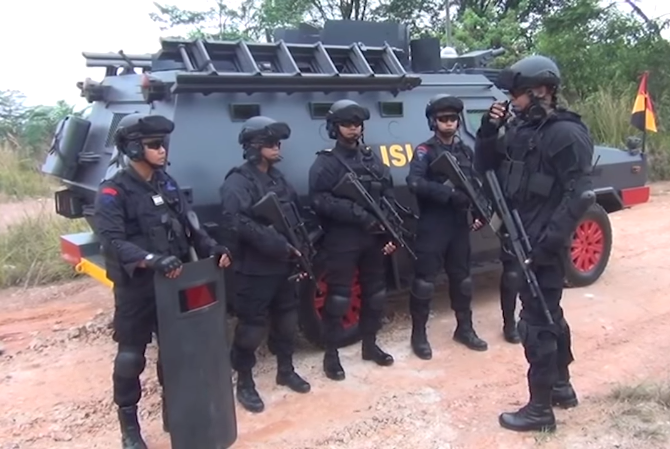
Gegana.
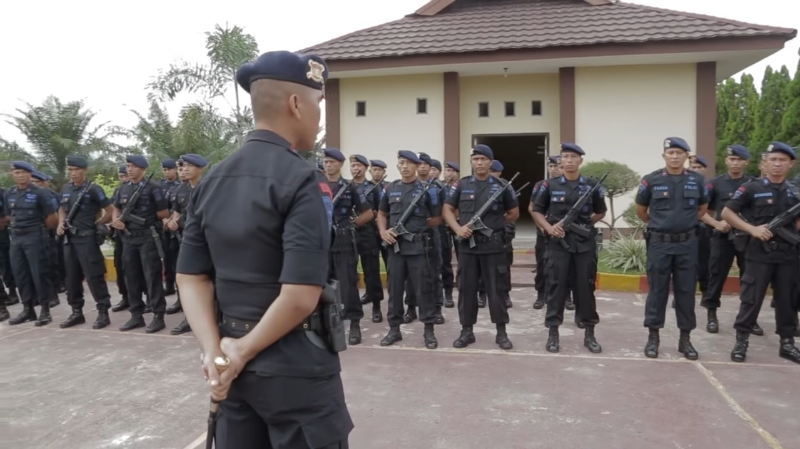
Pelopor.
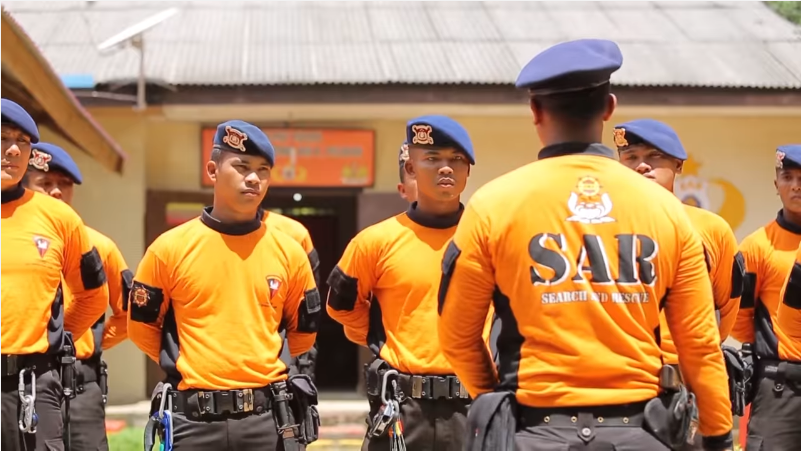
Unidade de Busca e Salvamento (SAR).

## Controvérsias

### Década de 2020
No desastre do Estádio Kanjuruhan em 1º de outubro de 2022, a polícia, especialmente a Brimob como unidade de controle de multidões, usou gás lacrimogêneo, o que desencadeou uma debandada de pessoas no estádio tentando escapar dos efeitos do gás. Um esmagamento se formou na saída, resultando em asfixia dos fãs. O desastre causou 135 mortes, incluindo dois polícias e dezenas de crianças com menos de 17 anos. Vários policiais que operavam o lançador de gás lacrimogêneo foram interrogados. Apenas três oficiais, dois oficiais de alta patente (não pertencentes à Brimob) e um comandante da Brimob, foram acusados no julgamento. Dos três, apenas o Comandante da Brigada Móvel foi condenado. Ele foi condenado a 1 ano e 6 meses por violar o artigo 359, o artigo 360 parágrafo 1 e o artigo 360 parágrafo 2 do Código Penal (KUHP), nomeadamente como resultado da sua negligência, causando a morte de outra pessoa ou ferindo outras pessoas. Em 16 de janeiro de 2023, membros da Brigada Móvel “intimidaram” e interromperam o julgamento com cânticos no tribunal.

## Galeria
- Operadores da Gegana.
- Veículo tático Pindad Komodo da Brimob.
- Um veículo de distúrbios com canhão de água da Brimob.
- Carro blindado M8 Greyhound da Brimob durante um desfile na década de 1990.
- Um oficial da Brimob e um agente da Brimob durante os ataques de 2016 em Jacarta.
- Efetivos da Brimob durante o controle de distúrbios.
- Um membro da Brimob com um fuzil Pindad SS1 guardando a Catedral de Jacarta.